# Edgeworthia chrysantha
Edgeworthia chrysantha ist eine Pflanzenart in der Familie der Seidelbastgewächse (Thymelaeaceae). Sie ist in China heimisch und wird in Japan angebaut. Ihre langen Bastfasern werden zur Herstellung von Japanpapier genutzt.

## Beschreibung

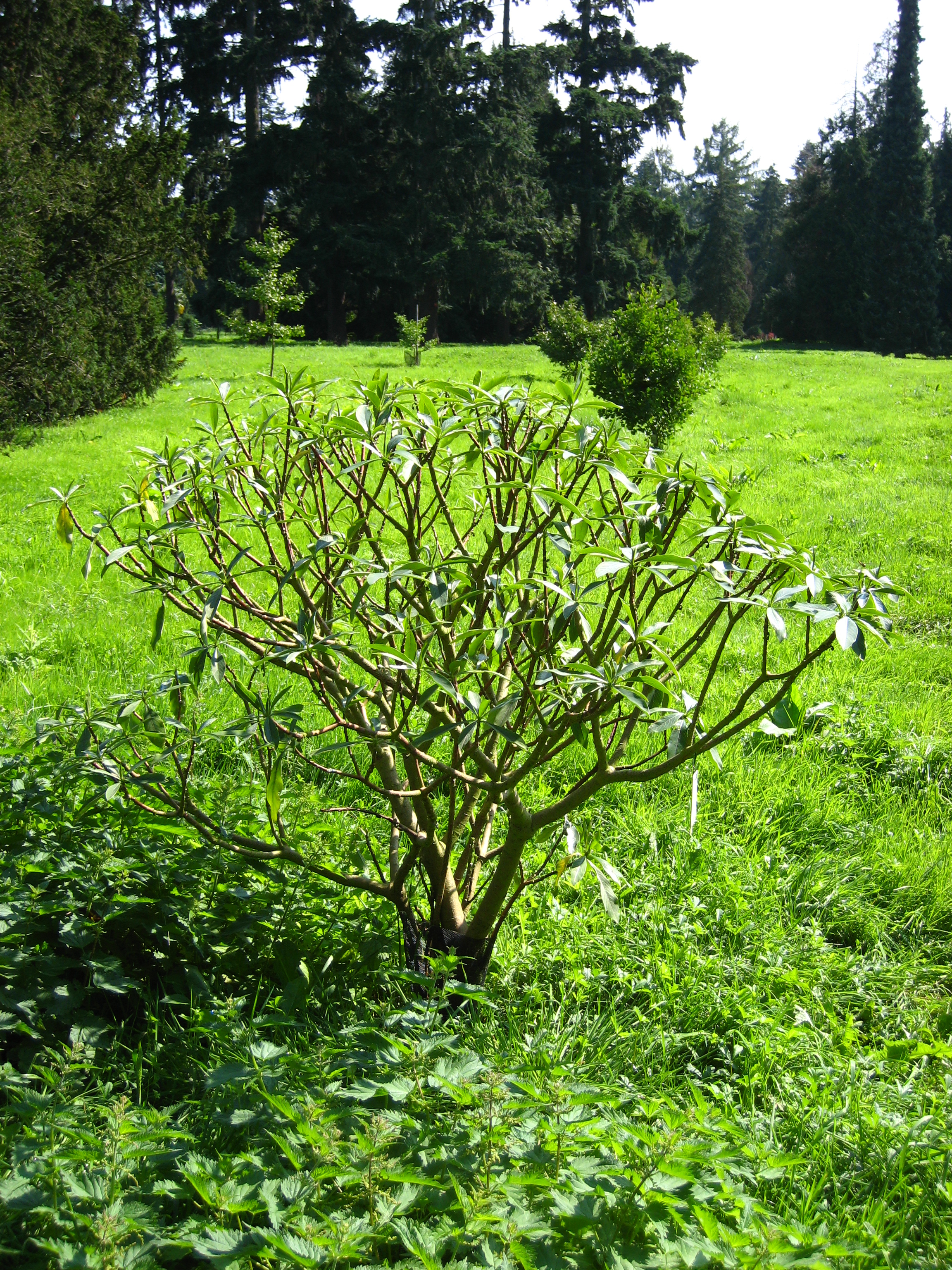
Habitus mit Laubblättern im Sommer

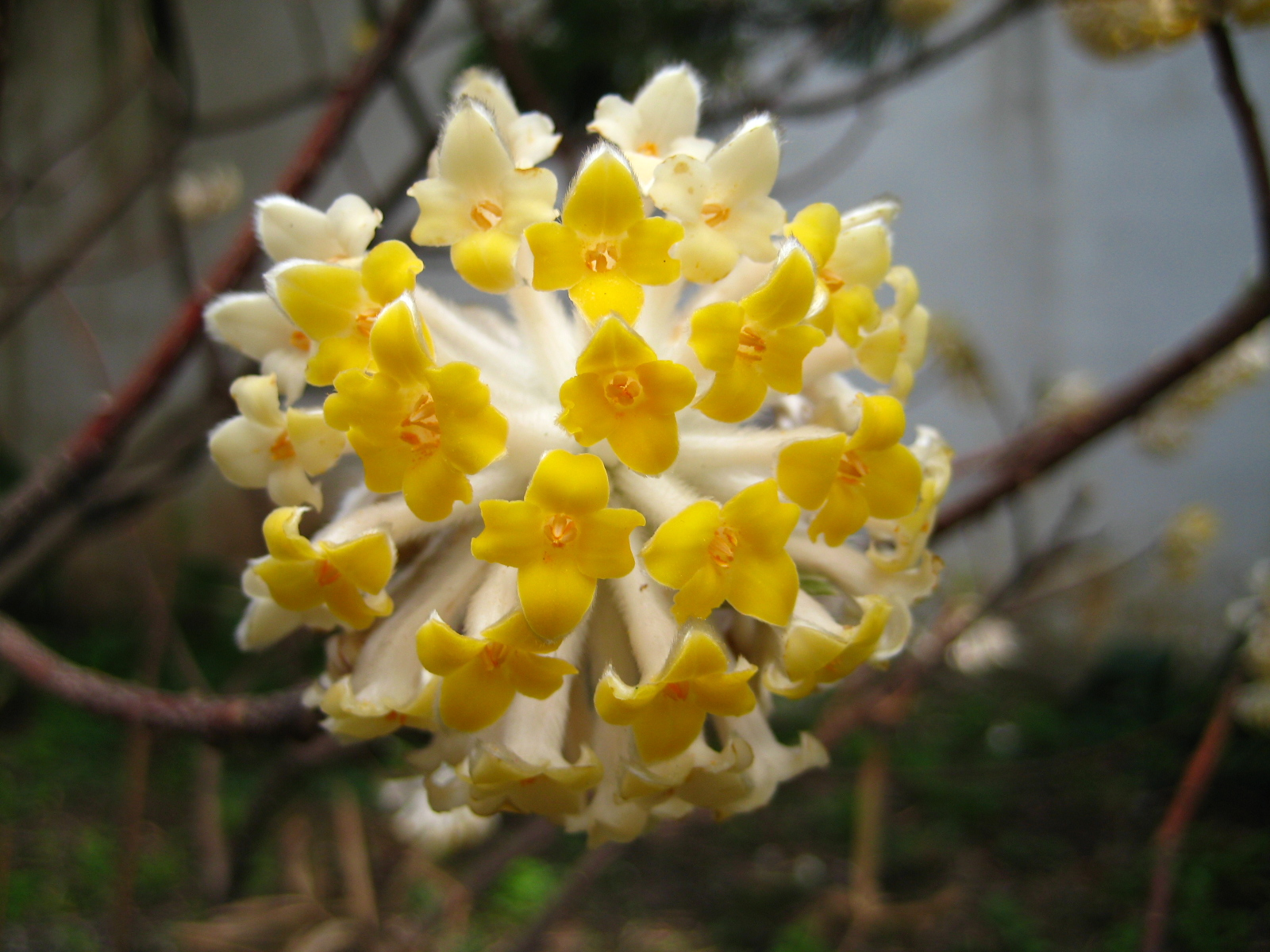
Blütenstand mit gelben, vierzähligen Blüten

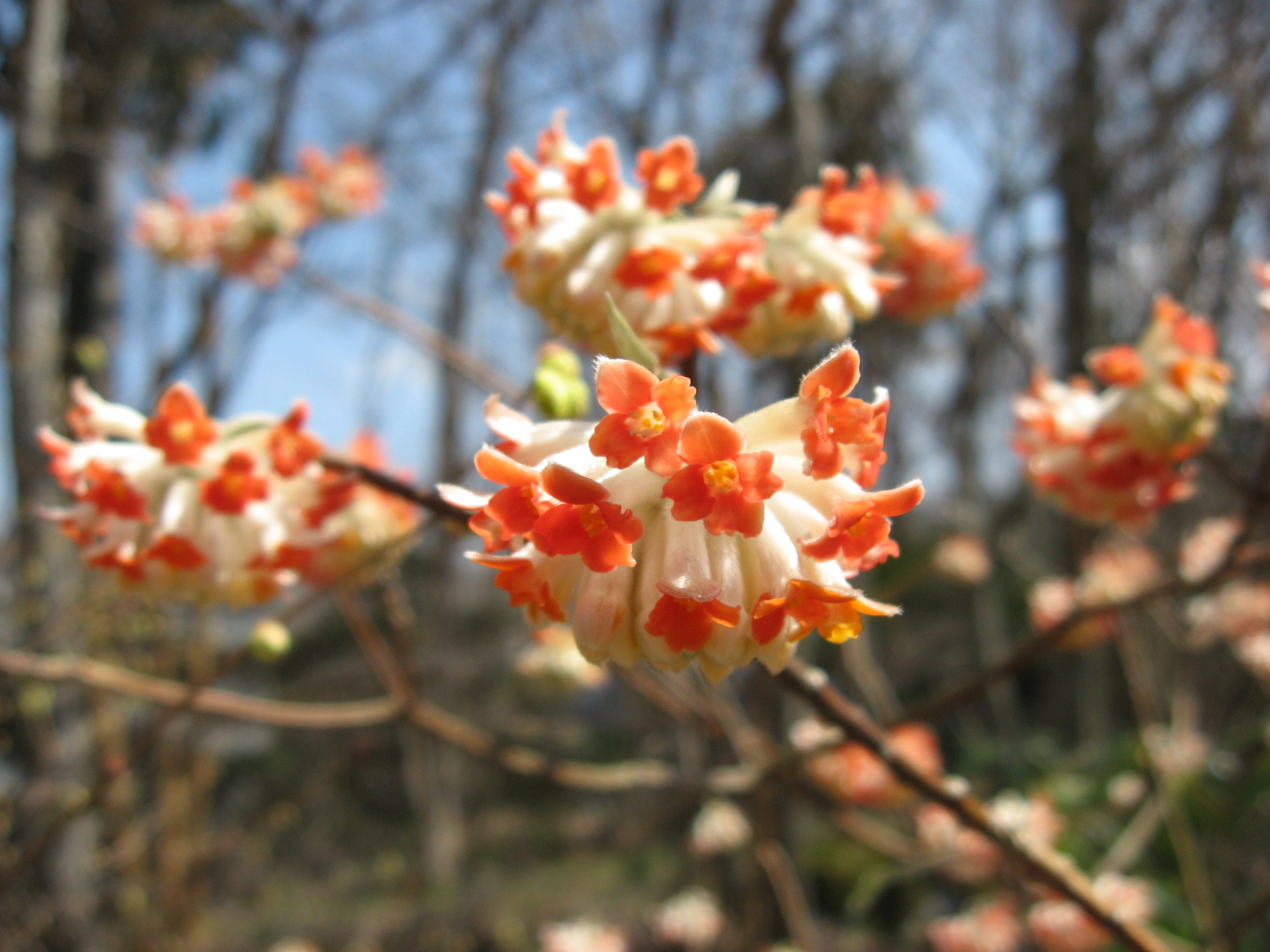
Blütenstände mit abweichender Blütenfarbe an Zweigen ohne Laub

### Erscheinungsbild und Laubblatt
Edgeworthia chrysantha wächst als sommergrüner Strauch, der Wuchshöhen von meist 0,7 bis 1,5, selten bis zu 2 Meter erreicht. Die Verzweigung erfolgt meist trichotomisch, also dreiteilig. Die kräftigen, gedrungenen Zweige besitzen eine braune und solange sie jung sind flaumig behaarte Rinde.
Die Laubblätter fallen vor der Blütezeit ab. Die wechselständig an den Enden der Zweige angeordneten Laubblätter sind kurz gestielt. Die einfache Blattspreite ist bei einer Länge von 8 bis 20 cm und einer Breite von 2,5 bis 5,5 cm länglich, lanzettlich oder verkehrt-lanzettlich mit allmählich sich verschmälernder Spreitenbasis und bespitztem oberem Ende. Beide Blattflächen sind weißlich seidig behaart, dichter auf der Unterseite. Die 10 bis 13 Paare Seitennerven sind dünn und gebogen sowie flaumig behaart.

### Blütenstand und Blüte
Die Blütezeit reicht an den Naturstandorten in China vom späten Winter bis in den frühen Frühling. Der 1 bis 2 cm lange Blütenstandsschaft ist gräulich-weiß rau behaart. Die end- und seitenständigen, kopfigen Blütenstände enthalten 30 bis 50 Blüten. Die etwa zehn Tragblätter sind fein behaart.
Die gestielten, duftenden, zwittrigen Blüten sind radiärsymmetrisch und vierzählig. Die vier Kelchblätter sind röhrig verwachsen. Die innen gelbe und außen dicht weiß seidig behaarte Kelchröhre besitzt eine Länge von 13 bis 20 mm und einen Durchmesser von 4 bis 5 mm. Die vier Kelchlappen sind bei einer Länge von etwa 3,5 mm und einer Breite von etwa 3 mm eiförmig-lanzettlich. Es sind keine Kronblätter, auch nicht rudimentär, vorhanden. Es sind zwei Kreise mit je vier Staubblättern vorhanden. Die Staubbeutel sind bei einer Länge von etwa 2 mm fast eiförmig. Der flach becherförmige Diskus besitzt unregelmäßige Ränder. Der oberständige, einkammerige Fruchtknoten ist bei einer Länge von etwa 4 mm und einer Breite von etwa 2 mm eiförmig mit seidig behaartem oberem Ende. Der kahle, etwa 2 mm lange Griffel endet in einer kugeligen Narbe mit einem Durchmesser von etwa 3 mm.

### Frucht
Die Basis der Frucht wird vom haltbaren Kelch umhüllt. Die bei einer Länge von etwa 8 mm und einem Durchmesser von etwa 3,5 mm ellipsoide, einsamige Steinfrucht besitzt ein flaumig behaartes oberes Ende. Die Früchte reifen zwischen Frühling und Sommer.

### Chromosomenzahl
Die Chromosomenzahl beträgt 2n = 36.

## Verbreitung
Edgeworthia chrysantha ist in den chinesischen Provinzen Fujian, Guangdong, Guangxi, Guizhou, Henan, Hunan, Jiangxi, Yunnan und Zhejiang beheimatet. Sie gedeiht in Wäldern und an strauchbestandenen Hängen.
Edgeworthia chrysantha ist ein Neophyt in Japan und im südöstlichen US-amerikanischen Bundesstaat Georgia.
Edgeworthia chrysantha wird in gemäßigten Klimaten in China und Japan kultiviert.

## Taxonomie
Der Artname Edgeworthia chrysantha wurde am 28. Februar 1846 durch John Lindley in Journal of the Horticultural Society of London, 1, S. 148–149 einige Wochen früher publiziert als Edgeworthia papyrifera (Philipp Franz von Siebold und Joseph Gerhard Zuccarini: Abhandlungen der Mathematisch-Physikalischen Classe der Königlich Bayerischen Akademie der Wissenschaften, 4 (3), 1846, S. 199–200) und der früher veröffentlichte Name hat Priorität. Der für diese Art älteste Name, Magnolia tomentosa Thunb. (Carl Peter Thunberg: Transactions of the Linnean Society of London, 2, 1794, S. 336) wurde nie wirklich verwendet und wurde formal zurückgewiesen um Edgeworthia papyrifera Sieb. & Zucc. zu schützen; deshalb wurde der von Takenoshin Nakai veröffentlichte Name Edgeworthia  tomentosa (Botanical Magazine 33, 1919, S. 206) auch zurückgewiesen. Der Name Daphne papyrifera ist nicht gültig veröffentlicht: D. Don (Prodr. Fl. Nepal.: 68. 1825) zitierte "Daphne papyrifera Buchanan-Hamilton" lediglich als Synonym von Daphne  odora. Später kommentierte Siebold (Verh. Batav. Genootsch. Kunsten 12: 22. 1830) die Nutzung von "D. papyrifera" zur Papierherstellung, bezugnehmend auf Edgeworthia chrysantha so wie wir es heute verstehen, aber dies ist nicht akzeptabel als gültige Beschreibung oder Diagnosie (siehe Art. 32.3 des „Vienna Code“ ICBN).
Im Typus-Protolog wurde folgende Typus-Lokalität angegeben: A deciduous shrub, producing bunches of yellow sweet-scented flowers, from Chusan, &c.; from Mr. R. Fortune. Received April 9, 1845.

## Etymologie
Der japanische Trivialname Mitsumata (三椏, auch als „三枝“ oder „三又“ zu schreiben) bedeutet „dreifache Gabelung“ und rührt von der typischen Verzweigungsweise her. Eine weitere (Jukujikun-) Schreibweise: 萬瑞香 bedeutet „10.000-fach glücksverheißender Duft“. Der chinesische Trivialname lautet chinesisch 結香 / 结香, Pinyin jiéxiāng. Der englische Trivialname ist „(oriental) paperbush“.

## Nutzung
Edgeworthia chrysantha wird als Zierpflanze verwendet.
Die langen Bastfasern werden zur Herstellung von hochwertigem Papier, Japanpapier genannt, genutzt. Dazu werden die Zweige im Frühling oder Frühsommer geerntet und die Laubblätter entfernt. Die Zweige werden gedämpft, bis sich die Fasern abschleißen lassen, und die äußere Rinde wird entfernt. Die Fasern werden zwei Stunden mit Sodaasche gekocht und dann mit Hämmern geschlagen oder in einem Mischer behandelt. Die Farbe des Japanpapiers ist gebrochen weiß. Die Zweige sind sehr biegsam und können zu Knoten gebunden werden.
Die Droge aus geschnittenen Wurzeln wird als Heilmittel gegen Augenkrankheiten verwendet.